# Heptacarpus taylori
Heptacarpus taylori är en kräftdjursart som först beskrevs av William Stimpson 1857.  Heptacarpus taylori ingår i släktet Heptacarpus och familjen Hippolytidae. Inga underarter finns listade i Catalogue of Life.